# Krempels Péter
Krempels Péter, Krempels Péter Vilmos (Budapest, 1897. szeptember 11. – Budapest, 1978. február) magyar jégkorongozó, olimpikon, mérnök.

## Életútja
Krempels Péter és Pösl Emma fiaként született. 1925. január 2-án Budapesten feleségül vette Nagy Gizellát. Miután megözvegyült, 1927. október 24-én Budapesten, a Ferencvárosban házasságot kötött Stieber Ilonával.
Az 1928. évi téli olimpiai játékokon játszott a jégkorongtornán a magyar csapatban. Ez volt az első alkalom, hogy a magyar válogatott részt vett a téli olimpián. Az A csoportba kerültek, ahol először a franciáktól kaptak ki 2–0-ra, majd a belgáktól 3–2-re szintén kikaptak. Az utolsó mérkőzésen a britektől is kikaptak 1–0-ra, így a csoportban az utolsó helyen végeztek. Összesítésben a 11. vagyis az utolsó helyen végeztek.
Részt vett az 1930-as jégkorong-világbajnokság. A 6. lett a magyar csapat. Klubcsapata a Budapesti Korcsolyázó Egylet volt.
A Farkasréti temetőben nyugszik, az evangélikus egyház szertartása szerint temették 1978. március 6-án délelőtt.